# هادی هدایتی
هادی هدایتی (زادهٔ ۲۵ شهریوز ۱۳۰۲) نماینده مجلس شورای ملی، وزیر آموزش و پرورش، و معاون نخست‌وزیر در دوره پهلوی بود.
هدایتی نمایندگی شهر ری را در بیست و یکمین دوره مجلس شورای ملی بر عهده داشت تا این که پس از چند ماه وزیر مشاور در کابینه حسنعلی منصور شد. او از آبان ۱۳۴۳ تا آبان ۱۳۴۷ وزارت آموزش و پرورش را بر عهده داشت. از جمله امور دورهٔ تصدی او شروع نظام جدید آموزشی بود. پس از ۱۳۴۷ او به عنوان وزیر مشاور و سپس معاون اجرایی نخست‌وزیر معرفی شد. او از اعضاء اصلی و هیئت اجرائیه حزب ایران نوین بود.
هدایتی دارای لیسانس حقوق قضایی از دانشگاه تهران و دکترای زبان و ادبیات فرانسه از دانشگاه سوربن پاریس بود. همچنین او استاد دانشکده ادبیات و دانشکده حقوق دانشگاه تهران بود.